# Cheng Jingbo
Cheng Jingbo (China, 1983) é uma escritora chinesa de ciência, ficção e fantasia que trabalha como correctora de livros infantis.

## Biografia
Cheng tem sido seleccionada para participar em varias antologias de ciência e da ficção chinesa e em People's Literature, prestigiosa revista de narrativa general contemporânea da China, tem sido nomeada para o Prémio Yinhe (Galaxy) com seu relato Western Paradise, e também ganhou o Prémio Xingyun (Nebula) com Lost in Yoyang.
Seu relato 萤火虫之墓 [Yonghuochong zhi Mu] publicado em julho de 2005 Kehuan Wenyi; traduzido para o inglês por Ken Liu como Grave of the Fireflies (em janeiro de 2014), se publicou em Espanha na antologia Planetas invisíveis no ano 2017 traduzido como A tumba das luciérnagas por Manuel dos Reis. Contém referências a obras como A porta ao verão de Robert A. Heinlein e consiste num prolongado exercício de fábula poética, um conto ambientado num longínquo futuro com humanos avançados que fogem da morte térmica do universo, onde palavras e conceitos aparentemente quotidianos têm mutado seu significado actual através do abismo de tempo que os separa do leitor, dando forma a um conto de fadas inspirado no realismo mágico.